# Moto Guzzi Nuovo Falcone
Il Nuovo Falcone è una motocicletta costruita dalla Moto Guzzi dal 1969 al 1976 e costruita in circa 16.000 esemplari.

## Il contesto
La moto nacque a fine anni sessanta su richiesta dell'Esercito, per il quale era necessaria una moto meno costosa e impegnativa da gestire della Moto Guzzi V7 700. Presentata al Salone di Milano 1969 nella versione militare (venduta anche ai civili dal settembre 1970), nel 1971 fu commercializzata la versione civile, che si differenziava da quella già in commercio per le linee più moderne e filanti, la strumentazione, il fanale anteriore, il silenziatore, la corona finale con due denti in meno e il dinamotore per l'avviamento.
Nel 1974 il Nuovo Falcone civile fu rivisto, adottando nuove colorazioni, e fu presentato il Nuovo Falcone Sahara, ossia il modello militare con una colorazione diversa (sabbia con telaio e silenziatori neri). La produzione dell'ultima monocilindrica orizzontale Guzzi cessò nel 1976, con 13.400 esemplari prodotti della versione militare (comprensiva del Sahara) e 2.874 civili.
Una delle caratteristiche che fanno più apprezzare il Nuovo Falcone è la sua semplicità costruttiva, che ne permette la manutenzione anche da parte dei meno esperti di meccanica. Fu adottato da vari organi pubblici, come Carabinieri, Vigili urbani, Vigili del fuoco, Bersaglieri, Guardia di Finanza e altri corpi militari; un lotto fu venduto anche alla polizia jugoslava.